# Kalma (finsk mytologi)
Kalma är en personifiering av döden i finsk folklore och finsk mytologi. Förutom att vara ett egennamn används det om graven, den döda kroppen och liklukten. Det finska ordet kalmisto för begravningsplats kommer från Kalma.
I andra mytbeskrivningar har Kalma beskrivits som en dödsgudinna och en av döttrarna till Tuoni och Tuonetar, härskare över underjorden Tuonela. Var och en av döttrarna  - Loviatar, Kalma, Vammatar, Kipu-tyttö, och Kivutar - beskrivs då med olika uppgifter. Kalma är kopplad direkt till döden och ledsagar de döda till underjorden.
Enligt en familjelegend så överlevde en förfader till den estnisk-finländske militären och läkaren Hans Kalm (1889–1981) digerdöden genom att gömma sig på en avlägsen ös begravningsplats och på grund av detta bytte han namn till Kalm.